# Hjalmar Riiser-Larsen
 (juin 2023).
Si vous disposez d'ouvrages ou d'articles de référence ou si vous connaissez des sites web de qualité traitant du thème abordé ici, merci de compléter l'article en donnant les références utiles à sa vérifiabilité et en les liant à la section « Notes et références ».
Hjalmar Riiser-Larsen, né le 7 juin 1890 à Oslo et mort le 3 juin 1965 à Copenhague, est un pionnier de l'aviation, explorateur polaire et homme d'affaires norvégien. Il est généralement considéré comme le fondateur des Forces aériennes royales de la Norvège.

## Jeunesse
Riiser-Larsen est né à Oslo le 7 juin 1890. En 1909, alors âgé de 19 ans, il rejoint l'Académie navale norvégienne, et en 1915 les Forces aériennes navales. Après la Première Guerre mondiale il sert en tant que chef de l'usine des Forces aériennes navales jusqu'à l'affectation d'un officier de grade supérieur. En 1921 il rejoint le Conseil de l'aviation, qui fait alors partie du Ministère de la Défense, en tant que secrétaire. Cela lui permet d'étudier l'infrastructure encore faible de l'aviation militaire et civile en Norvège. Il devient pilote pour les nouvelles entreprises d'aviation.

## Exploration polaire

### Pôle Nord
Les années d'exploration polaire de Riiser-Larsen commencent en 1925 quand son compatriote Roald Amundsen, le célèbre explorateur polaire, lui demande d'être son second et de piloter un avion au-dessus du pôle Nord. Riiser-Larsen accepte et choisit comme appareils deux Dornier Do J (des hydravions). L'expédition est forcée d'atterrir près du pôle, et l'un des avions est sérieusement endommagé. Après avoir passé vingt-six jours sur la banquise à écarter 600 tonnes de neige[réf. nécessaire] pour créer une piste de décollage, les six membres de l'expédition montent dans l'avion restant. Riiser-Larsen réussit à faire décoller l'avion ainsi surchargé et ramène tout l'équipage sain et sauf en Norvège.
L'année suivante il rejoint Amundsen dans une autre tentative de survol du pôle, cette fois avec l'ingénieur en aéronautique Umberto Nobile, et dans un dirigeable appelé Norge. Ils quittent le Svalbard le 11 mai 1926 et finissent le voyage deux jours plus tard en atterrissant à Teller (Alaska). Ce vol est considéré par beaucoup comme le premier vol à succès au-dessus du pôle Nord. Trois autres explorateurs (Frederick Cook, Robert Peary et Richard Byrd), échouent dans leurs tentatives.
En 1928 Riiser-Larsen participe à la recherche de Nobile quand celui-ci s'écrase pendant une tentative italienne de survoler le pôle. Il fait de même lorsqu'Amundsen disparaît en avion en essayant lui aussi de trouver Nobile. Nobile sera retrouvé sain et sauf, mais Amundsen sera déclaré mort après d'infructueuses recherches.

### Les expéditionsNorvegia
Les expéditions Norvegia sont une série d'expéditions en Antarctique financés par l'armateur et commerçant en chasse à la baleine Lars Christensen dans les années 1920 et 1930. À la fin de la seconde expédition deux petites îles dans l'océan Austral sont annexées, l'île Bouvet et l'île Pierre Ier.
En 1929 Christensen décide d'ajouter des avions pour sa prochaine expédition et choisit Riiser-Larsen pour s'en occuper. Riiser-Larsen supervise et prend part à la cartographie du continent lors de cette expédition et trois autres, pendant lesquelles la Norvège revendique les terres ainsi découvertes, dont la Terre de la Reine-Maud et la Terre du Prince-Olaf découvertes par Nils Larsen.

## Le commerce et la guerre
En 1939 les forces armées norvégiennes sont diminuées, et Riiser-Larsen se retrouve chômeur. On lui offre un travail assez rapidement dans la compagnie maritime Fred. Olsen & Co. en tant que manager de leur nouvelle ligne aérienne, DNL. Il embauche plusieurs anciens pilotes des forces armées et fait de DNL la ligne aérienne la plus rentable du pays. En 1946 DNL sera l'une des quatre entreprises à l'origine de la fusion d'entreprises qui donnera la Scandinavian Airlines System (plus connue sous ses sigles, SAS).
Quand l'Allemagne du Troisième Reich envahit la Norvège en 1940 Riiser-Larsen rejoint la Marinens Flyvevesen. Toutefois, les armées de terre et de l'air norvégiens étant rapidement battus par la Wehrmacht, il ne verra pas de combat. Il choisit de suivre le cabinet et les chefs militaires norvégiens en exil à Londres avant de déménager à Toronto et d'y devenir le premier commandant du camp d'entraînement des forces aériennes norvégiennes, surnommée Little Norway.
Au début de 1941 Riiser-Larsen retourne à Londres pour prendre le poste de commandant en chef du Service naval de l'air, puis des Forces aériennes combinées, et finalement, en 1944, des Forces aériennes royales norvégiennes. Toutefois, vers la fin de la guerre beaucoup de pilotes le critiquent fortement. Il démissionne en 1946.

## Retour au commerce
En 1947 Riiser-Larsen redevient chef de DNL quelques mois avant sa fusion avec DDL, SIL et ABA pour former SAS. Il devient alors consultant de la direction de SAS et manager régional chargé des vols intercontinentaux. L'un de ces vols, bien qu'inauguré après sa retraite en 1955, représente pour lui « la réalisation d'une vision » : la route vers l'Amérique du Nord à travers le pôle Nord.
Riiser-Larsen décède le 3 juin 1965, quatre jours avant son soixante-quinzième anniversaire. Il est enterré à Oslo au cimetière de Notre-Sauveur.

## Postérité
Dans le film historique et biographique norvégien Voyage au bout de la Terre (Amundsen), réalisé par Espen Sandberg et sorti en 2019, son rôle est interprété par Ole Christopher Ertvaag.

## Distinctions
- Commandeur de l'ordre de Vasa
- Grand officier de l'ordre de la Couronne d'Italie
- Chevalier de la Légion d'honneur